# La cosa (romanzo)
La cosa (The Thing ) è un romanzo horror fantascientifico del 1981 di Alan Dean Foster, trasposizione letteraria del film omonimo di John Carpenter del 1982, a sua volta liberamente tratto dal racconto La cosa da un altro mondo (Who Goes There?, 1938) di John W. Campbell.
Il libro ha avuto una sola pubblicazione italiana nel 1982, alla quale non seguirono mai ulteriori ristampe, e da allora è divenuto di difficile reperibilità.

## Differenze col film
Sebbene il romanzo rimanga fedele alla trama del film, ci sono molte notevoli differenze tra il libro e il film:
- Windows è stato rinominato Sanders.
- Durante la loro indagine nel campo norvegese, MacReady e Copper recuperano anche diversi nastri audio. Tornati alla base essi scoprono che uno dei nastri contiene una registrazione sul caos scoppiato dopo che la Cosa si è diffusa nell'avamposto Norvegese.
- I resti della cosa deformata recuperati dal campo norvegese vengono bruciati prima che possano infettare i membri della base americana.
- Nel romanzo la Cosa è ancora più infettiva della creatura del film. L'ingestione anche della più piccola quantità di essa trasforma l'individuo in un mostro; ciò accade ad alcuni dei cani nel canile.
- Quando Childs e MacReady si ritrovano nel campo distrutto si mettono a giocare a scacchi mentre aspettano di morire.

## Edizioni
- Alan Dean Foster, La cosa, Domino, Eder, 1982.